# Bronisław Mokrzycki (jezuita)
Bronisław Mokrzycki (ur. 15 kwietnia 1935 w Cmolasie, zm. 8 października 2017 w Bliznem) – polski teolog katolicki, liturgista, rekolekcjonista. Jezuita, założyciel Wspólnoty Niepokalanej Matki Wielkiego Zawierzenia.

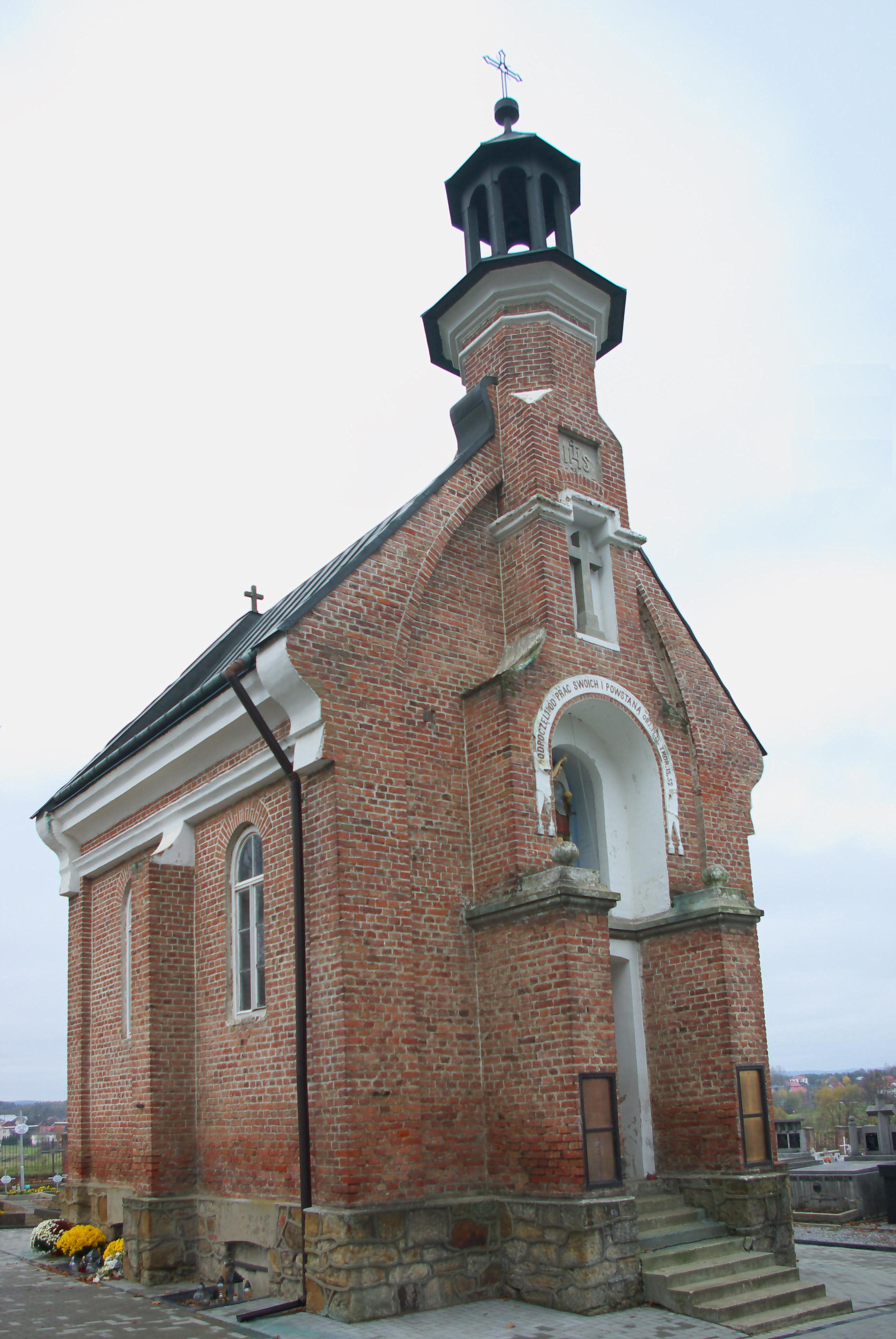
Kaplica grobowa jezuitów w Starej Wsi

## Życiorys
Syn Marcina i Henryki z domu Sitko. Do nowicjatu wstąpił 30 lipca 1951. W latach 1955–1958 studiował filozofię na Wydziale Filozoficznym Towarzystwa Jezusowego w Krakowie, a w latach 1958–1962 teologię na Wydziale Teologicznym TJ "Bobolanum" w Warszawie. W 1968 ukończył studia z zakresu liturgii na KUL. Był wykładowcą liturgiki na ATK w Warszawie i współpracownikiem Centrum Katechetycznego opracowującego katechizmy szkolne. W latach 1986–1992 pełnił funkcję magistra nowicjatu jezuitów w Starej Wsi. Został pochowany w kaplicy grobowej jezuitów na tamtejszym cmentarzu.

## Wybrane publikacje
- Droga chrześcijańskiego wtajemniczenia, Warszawa 1983
- Kościół w świętości, Warszawa 1984
- Święta Liturgia Kościoła. Rozważania, Warszawa 1986
- Kościół w oczyszczeniu, Warszawa 1986
- Nowa Pascha, Warszawa 1987
- Nowe Narodzenie, Warszawa 1987
- W domowym Kościele, Warszawa 1989
- Oto jestem. Medytacje na Uroczystość Bożego Narodzenia, Kraków 2004
- Oczekiwany. Niedzielne medytacje adwentowe, Kraków 2005
- Święta Rodzina, Kraków 2006
- Bogurodzica Dziewica, Kraków 2007